# Hamilton Fish IV
Hamilton Fish IV (ur. 3 czerwca 1926 w Waszyngtonie, zm. 23 lipca 1996 tamże) – amerykański polityk, członek Partii Republikańskiej.

## Działalność polityczna
W okresie od 3 stycznia 1969 do 3 stycznia 1973 przez dwie kadencje był przedstawicielem 28. okręgu, następnie do 3 stycznia 1983 przez pięć kadencji przedstawicielem 25. okręgu, od 3 stycznia 1983 do 3 stycznia 1993 przez pięć kadencji przedstawicielem 21. okręgu, a następnie do 3 stycznia 1995 przez jedną kadencję był przedstawicielem 19. okręgu wyborczego w stanie Nowy Jork w Izbie Reprezentantów Stanów Zjednoczonych.
Jego pradziadkiem był Hamilton Fish, dziadkami Hamilton Fish II i Alfred C. Chapin, a ojcem Hamilton Fish III.